# یودامولا
یودامولا (به لاتین: Udamulla) یک منطقهٔ مسکونی در سری‌لانکا است که در استان مرکزی (سری‌لانکا) واقع شده‌است.